# НХЛ в сезоне 2004/2005
Сезон НХЛ 2004/2005 — 88-й сезон НХЛ. Был полностью отменен из-за недоговоренности профсоюза игроков (НХЛПА) и руководства лиги. Это был второй локаут и третья забастовка в истории НХЛ. Первая имела место в апреле 1992 года, инициированная профсоюзом игроков НХЛ — НХЛПА. Забастовка была начата ближе к концу сезона и продлилась всего 10 дней. Пропущенные игры были перенесены. Вторая укоротила сезон 1994/1995 годов почти наполовину.

## Гэри Беттмэн против Профсоюза игроков
Несмотря на значительный прогресс в переговорах с профсоюзом хоккеистов, 16 февраля комиссар НХЛ Гэри Беттмэн был вынужден официально отменить регулярный сезон и розыгрыш Кубка Стэнли 2005 года. В результате НХЛ стала первой профессиональной лигой в Северной Америке, потерявшей целый сезон из-за трудового спора игроков с хозяевами клубов, и побила предыдущий рекорд длительности забастовки, установленный в Главной лиге бейсбола после сезона 1994 десятью годами ранее (232 дня).
В предшествующие дни до объявления Беттмэна, обе стороны сделали шаги навстречу друг другу — на главную уступку пошёл профсоюз, который после шестимесячного упорства согласился на ввод жёсткого потолка зарплат. Однако, в итоге стороны не сошлись на максимальной цифре этого потолка — руководство лиги во главе с Беттмэном остановилось на $42,5 миллионах долларов в год, профсоюз со своим лидером Бобом Гуденау не стал опускать планку ниже $49 миллионов долларов.
«Мне очень жаль, но я вынужден отменить сезон, — заявил на пресс-конференции в Нью-Йорке 16 февраля Гэри Беттмэн. — Приношу извинения болельщикам. Но я ещё в сентябре говорил, что многие команды не могут выжить при плохой экономической системе. Я сделал этот шаг, потому что у меня не было выбора».
Во второй раз в истории розыгрыша Кубка Стэнли почётный трофей остался без новых хозяев, первый раз состоялся в 1919 году, когда финальная серия была прервана эпидемией испанского гриппа.
До этого лишь в 1919 году Кубок оказывался бесхозным — финальная серия между «Монреаль Канадиенс» и «Сиэтл Миллионерс» была прекращена после пяти матчей из-за сильнейшей эпидемии испанского гриппа (инфлюэнцы). Многие хоккеисты «Канадиенс» из-за болезни оказались просто не в состоянии продолжать играть, а защитник команды Джо Холл, оказавшийся в госпитале с сильной формой гриппа, не сумел одолеть болезнь и скончался 5 апреля 1919 года.

## Хронология событий

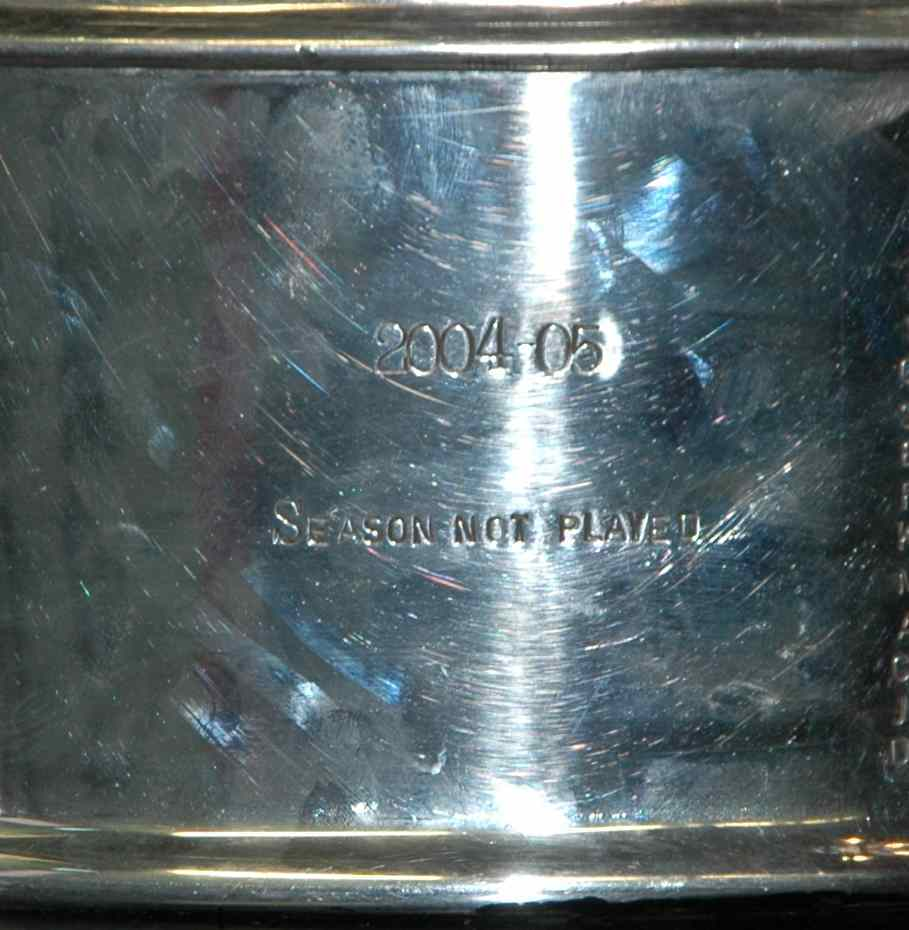
Гравировка на Кубке Стэнли об отмене сезона

- 15 сентября 2004 года. После того, как руководство НХЛ и профсоюз хоккеистов лиги не сумели подписать новое коллективное соглашение к открытию тренировочных сборов команд НХЛ, комиссар лиги Гэри Беттмэн официально объявил о локауте. НХЛ настаивала на введение жёсткого потолка зарплат, на что профсоюз хоккеистов ответил категоричным отказом.
- 26 ноября 2004 года. Профсоюз хоккеистов НХЛ начал выплату «пособий по безработице» своим членам — $10 000 долларов в месяц. Эти деньги хоккеисты откладывали сами в специальный фонд профсоюза на протяжении нескольких последних лет.
- 9 декабря 2004 года. После почти трехмесячного бездействия, профсоюз игроков НХЛ сделал новое предложение по условиям коллективного договора с лигой. Главный пункт предложения — сокращение зарплат всех хоккеистов на 24 %.
- 13 декабря 2004 года. НХЛ отвергла предложение профсоюза, заявив, что оно может помочь стабилизировать финансовое состояние лиги лишь на несколько лет, но никак не решает проблем, которые возникнут в будущем. Профсоюз в свою очередь отклонил встречное предложение НХЛ, продолжавшей настаивать на введении потолка зарплат.
- 17 декабря 2004 года. Профсоюз заявляет о неверных расчетах НХЛ.
- 6 января 2005 года. НХЛ отменила встречу совета управляющих командами лиги, которая была намечена на 14 января.
- 16 февраля 2005 года. Комиссар НХЛ Гэри Беттмэн официально отменил регулярный сезон и розыгрыш Кубка Стэнли 2005 года.
- 21 июля 2005 года. Профсоюз и лига договорились об условиях нового коллективного соглашения. Соглашение было подписано сроком до 15 сентября 2012 года.
- 22 июля 2005 года. Официальное завершение локаута.

## Итоги локаута
- Локаут продлился 310 дней;
- Введение «потолка зарплат» на уровне $39 млн с возможностью его увеличения, а также установление «пола зарплат»;
- Отмена ничейных результатов, введение послематчевых буллитов в матчах регулярного чемпионата;
- Снижение всех контрактов игроков на 24 %;
- Отмена красной линии;
- Введение отложенного положения вне игры.

## Выступление игроков
В связи с тем, что сезон был отменен, игроки НХЛ играли за клубы в различных лигах Северной Америки, Европы и даже Австралии.

### Европа
Всего 388 человек подписали контракты с различными клубами в Европе. 78 в России, 75 в Швеции, 51 в Чехии, 45 в Финляндии, 43 в Швейцарии. Также некоторые игроки подписали контракты с клубами Беларуси, Латвии, Великобритании, Германии, Нидерландов, Италии, Франции, Норвегии. Из игроков НХЛ была составлена команда «Мировые звёзды», которая в декабре 2004 провела 10 матчей с командами Европы.

### Северная Америка
В Северной Америке хоккеисты НХЛ играли в АХЛ, ECHL, UHL. Молодые игроки играли за клубы трех лиг Канадской хоккейной лиги.

### Международный хоккей
Локаут повлиял и на турниры между национальными сборными. В августе-сентябре 2004 года сборные провели возрожденный Кубок мира.
Молодёжные сборные выступали на чемпионате мира 2005 в сильнейших составах.
Взрослый чемпионат мира 2005 впервые прошёл с участием всех сильнейших хоккеистов.